# Niki Tzavela

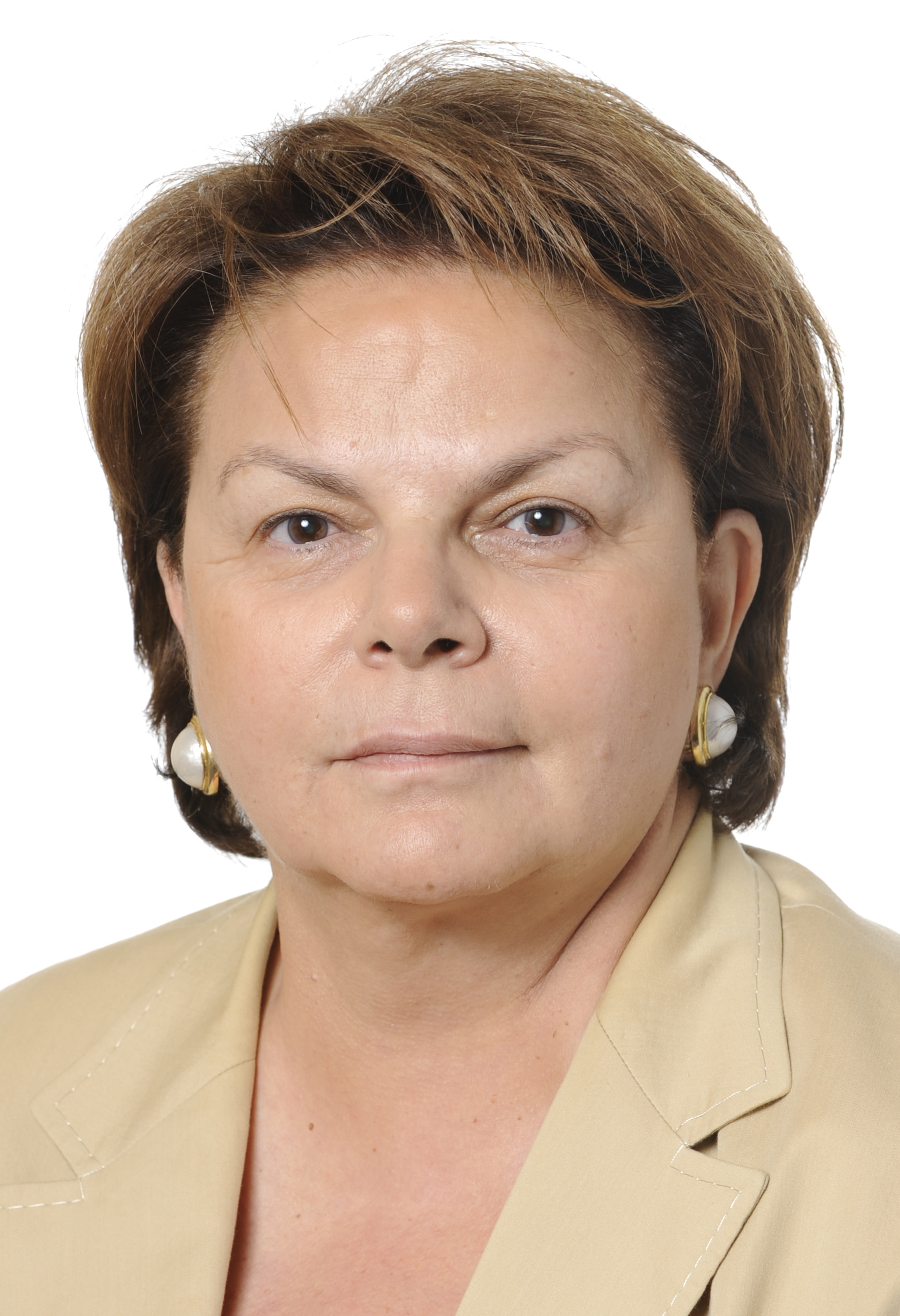
Niki Tzavela, 2009

Niki Tzavela (griechisch Νίκη Τζαβέλλα, * 30. Juni 1947 in Lamia) ist eine griechische Politikerin.

## Leben
Für die Nea Dimokratia war sie von 1994 bis 1996 Abgeordnete im Griechischen Parlament. Sie trat später zur Partei Laikos Orthodoxos Synagermos (LAOS) über. Tzavela ist seit 2009 Abgeordnete im Europäischen Parlament. Von 2011 bis 2014 war sie Vorsitzende der Europapartei Bewegung für ein Europa der Freiheit und der Demokratie. Anfang 2014 verließ sie die LAOS und kandidierte bei der Europawahl 2014 wieder für die Nea Dimokratia.